# 基亚维斯特兰

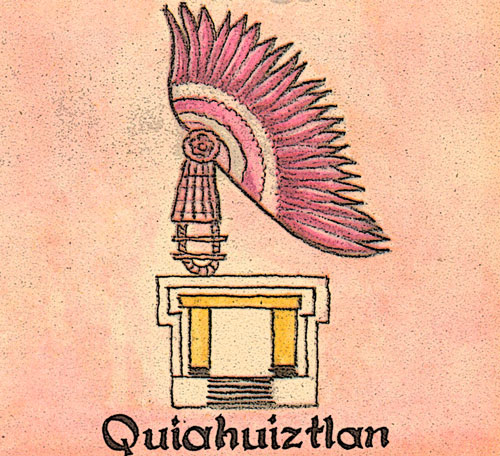
表示基亚维斯特兰的象形文字

基亚维斯特兰是中美洲原住民国家特拉斯卡拉联邦的四个组成城邦之一。其遗址位于现今墨西哥特拉斯卡拉州。

## 历史
16世纪早期，基亚维斯特兰曾短暂脱离特拉斯卡拉联邦，亦请来基督教道明会牧师，企图自方济各会脱离。基亚维斯特兰后回归联邦，但仍将脱离联邦作为政治筹码以威胁中央。
基亚维斯特兰遗址的考古工作主要由来自墨西哥国家人类学与历史学会的阿方索·梅德林·塞尼尔和拉蒙·阿雷利亚诺斯·梅尔加雷霍完成。
今日墨西哥的韦拉克鲁斯州也存在有一处名为基亚维斯特兰的历史遗址，于16世纪时被纳入托托纳克文明区域。该处遗址建立在高山梯田之上，建有神庙、球场、居民屋和广场，它因和西班牙征服者埃尔南·科尔特斯的联系而闻名，和特拉斯卡拉州的同名遗址并无关系:95。